# Hessische Verfassung (Volksstaat Hessen)
Die Hessische Verfassung war die Verfassung des Volksstaates Hessen von 1919 bis 1933. Sie löste damit die Verfassung des Großherzogtums Hessen ab.

## Entstehung
Die Novemberrevolution führte auch im Großherzogtum Hessen zu einem Umsturz. Der Großherzog  Ernst Ludwig stimmte Ende Oktober 1918 der Parlamentarisierung des Staates zu, die Zweite Kammer der Landstände des Großherzogtums Hessen beschloss daraufhin am 8. November, es solle eine Verfassungsreform erfolgen. Am 9. November wurde der Großherzog vom Arbeiter- und Soldatenrat abgesetzt und eine „freie sozialistische Republik“ ausgerufen.
Am 3. Dezember 1918 beschloss die provisorische Regierung unter Carl Ulrich (SPD) die „Verordnung über die Wahlen der verfassungsgebenden Volkskammer der Republik Hessen“. Am 26. Januar 1919 wurde bei der Landtagswahl im Volksstaat Hessen 1919 auf dieser Basis der erste Landtag des Volksstaates Hessen gewählt.

### Die „Not-Verfassung“ vom 20. Februar 1919
Am 20. Februar 1919 beschloss der Landtag eine „Not-Verfassung“ als Gesetz, die für eine Übergangszeit als Verfassung dienen sollte, bis eine endgültige Verfassung erarbeitet war.
Vorangegangen war die Beratung des Verfassungsentwurfs der provisorischen Regierung vom 14. Februar 1919 in einem Sonderausschuss des Landtags. Der Ausschuss entschloss sich, die besonders strittigen Punkte wie die Grundrechte, die Möglichkeit von Volksabstimmungen, die Regelungen für das Schulwesen und die Gestaltung der Wirtschaft und Arbeit im „Geist des Sozialismus“ aus der Not-Verfassung auszuklammern und sich auf fünf Kernpunkte zu beschränken, über die Konsens erzielt werden konnte: Die Staatsform, das Staatsgebiet, Staatsgewalt, Gesetzgebung und Staatsleitung.
Im Rahmen der parlamentarischen Debatte setzten DVP und Bauernbund durch, dass die Vorschriften über die Volksabstimmungen doch wieder in den Entwurf übernommen wurden. In dieser Form wurde die Verfassung vom Landtag beschlossen.

### Die Verfassung vom 12. Dezember 1919
Die Regierung aus SPD, Zentrum und DDP beauftragte am 5. März eine Expertenkommission mit der Erarbeitung der endgültigen Verfassung. Diese orientierte sich an den anderen Verfassungsentwürfen der süddeutschen Staaten, insbesondere der badischen Verfassung, die am 21. März 1919 verabschiedet worden war. Der am 8. Mai vorgestellte Entwurf wurde von Gießener Staatsrechtsprofessor Hans Gmelin kritisch überarbeitet. Bei dieser Überarbeitung wurden die Abschnitte „Von den Rechten und Pflichten des hessischen Volkes“ und „Von den Religionsgemeinschaften, den Unterrichts- und Wohltätigkeitsanstalten“ entfernt.
Der so entstandene Entwurf wurde von der Landesregierung gebilligt und dem Landtag vorgelegt. Der beschloss die Verfassung nach teilweise kontroversen Debatten am 9. Dezember 1919. Mit der Veröffentlichung im Regierungsblatt am 12. Dezember 1919 trat sie in Kraft.

## Regelungen
Die Verfassung gliederte sich in neun Abschnitte:
1. Vom Volksstaat Hessen und seinen Grenzen
2. Von der Staatsgewalt
3. Von der Gesetzgebung (die Volksabstimmungen und den Landtag des Volksstaates Hessen)
4. Von der Staatsleitung
5. Vom Finanzwesen und vom Staatseigentum
6. Von der Rechtspflege
7. Von den Gemeinden und öffentlichen Kommunalverbänden
8. Von den Patronaten
9. Schluß- und Übergangsbestimmungen

## Verfassungsänderungen
Die Verfassung wurde dreimal geändert:
- mit Gesetz vom 4. November 1924[4]
- mit Gesetz vom 27. September 1927[5]
- mit Gesetz vom 28. März 1930[6]

## Aufhebung der Verfassung
Mit dem ersten Gleichschaltungsgesetz vom 31. März 1933 und dem Zweiten Gesetz zur Gleichschaltung der Länder mit dem Reich vom 7. April 1933 wurden die Länder ihrer politischen Selbständigkeit beraubt und die Landtage gleichgeschaltet und entmachtet. Mit dem Gesetz über den Neuaufbau des Reichs vom 30. Januar 1934 wurde der Landtag aufgehoben und die Hoheitsrechte des Volksstaates Hessen wurden auf das Reich übertragen. Die Verfassung hatte damit ihre Grundlage verloren.

## Nachfolger
Nach dem Zweiten Weltkrieg wurde der bisherige Volksstaat Hessen zwischen den neuen Bundesländern Rheinland-Pfalz und Hessen aufgeteilt. Die Verfassung des Landes Hessen und die Verfassung für Rheinland-Pfalz sind damit Nachfolger der alten Hessischen Verfassung.